# Pristiphora nigriceps
Pristiphora nigriceps är en stekelart som först beskrevs av Hartig 1840.  Pristiphora nigriceps ingår i släktet Pristiphora, och familjen bladsteklar. Arten är reproducerande i Sverige.